# 克雷皮 (埃纳省)
克雷皮（法語：Crépy，法語發音：[kʁepi] ⓘ），旧称拉昂地区克雷皮（Crépy-en-Laonnois，[kʁepi ɑ̃ lanwa]），是法国上法兰西大区埃纳省的一个市镇，位于该省中部，属于拉昂区。

## 地理
克雷皮（49°36'15"N, 3°30'50"E）面积27.7 平方千米，位于法国上法蘭西大區埃纳省，该省份为法国北部内陆省份，北起北部省，西接索姆省和瓦兹省，东临阿登省和马恩省，西南至塞纳-马恩省，东北部与比利时接壤。
与克雷皮接壤的市镇（或旧市镇、城区）包括：贝尼和卢瓦济、布里、比西莱塞尔尼、塞尼莱比西、库夫龙和欧芒库尔、富尔德兰、圣戈班、圣尼古拉欧布瓦、维韦斯。
克雷皮的时区为UTC+01:00、UTC+02:00（夏令时）。

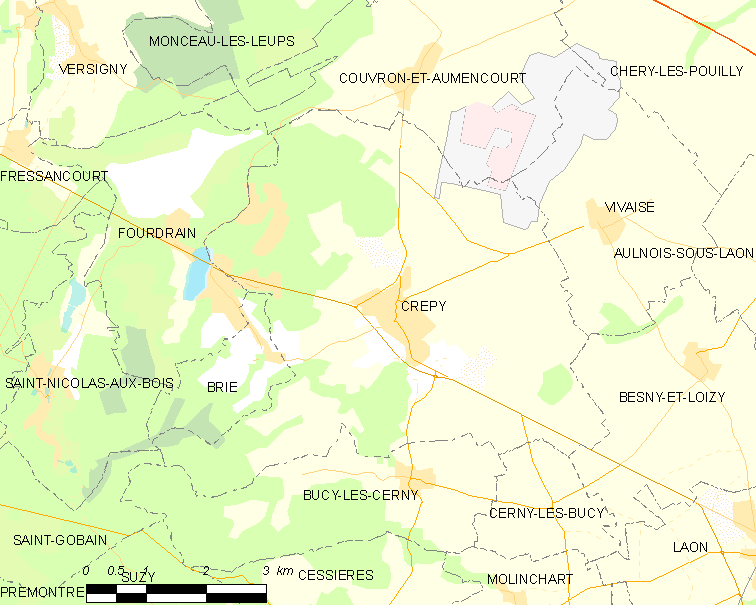
克雷皮的OSM定位图

## 行政
克雷皮的邮政编码为02870，INSEE市镇编码为02238。

## 政治
克雷皮所属的省级选区为拉昂第一县。

## 人口

1962-2008年间克雷皮人口变化图示

克雷皮于2022年1月1日时的人口数量为1807人。